# Qara Qarayev (stacja metra)
Qara Qarayev – stacja na linii 1 i linii 2 bakijskiego metra, położona między stacjami Koroğlu i Neftçilər. Została otwarta 6 listopada 1972.
Została zaprojektowana przez architektów Hənifə Ələsgərova i Ələsgəra Hüseynova. Do 27 kwietnia 1992 roku nosiła nazwę Avrora.